# Нишка епархия
Нишката епархия (на сръбски: Епархија нишка) е една от 34-те епархии на Сръбската православна църква, със седалище в град Ниш. Граничи с Тимочка епархия със седалище Зайчар, Браницка епархия със седалище в Пожаревац, Крушевацка епархия със седалище в Крушевац, Рашко-Призренска и Косовско-Метохийска епархия със седалище в Грачаница и Вранска епархия със седалище във Враня.

## Манастири
Манастирите в Нишка епархия са:
- Манастир „Успение Богородично“, село Вета,
- Манастир Височка Ржана,
- Манастир Айдановац,
- Манастир „Свети Димитър“, село Дивляне,
- Манастир Липовац,
- Манастир „Покров Богородичен“, Ђунис,
- Манастир „Свети Роман“,
- Манастир Наупаре,
- Манастир Мрзеница,
- Погановски манастир, село Поганово,
- Манастир „Света Богородица“, село Сичево
- Манастир „Света Петка Иверица“,
- Суковски манастир, село Суково,
- Темски манастир, село Темска,
- Манастир Яшуня,
- Манастир Муштар,
- Манастир „Света Богородица“, село Куршумлия,
- Манастир „Свети Никола“, село Куршумлия,
- Манастир „Свети Йоан Кръстител“,
- манастир „Свети Свети Кирик и Юлита“, село Смиловци.

|  | Тази страница частично или изцяло представлява превод на страницата „Епархија нишка“ в Уикипедия на сръбски. Оригиналният текст, както и този превод, са защитени от Лиценза „Криейтив Комънс – Признание – Споделяне на споделеното“, а за съдържание, създадено преди юни 2009 година – от Лиценза за свободна документация на ГНУ. Прегледайте историята на редакциите на оригиналната страница, както и на преводната страница, за да видите списъка на съавторите. ВАЖНО: Този шаблон се отнася единствено до авторските права върху съдържанието на статията. Добавянето му не отменя изискването да се посочват конкретни източници на твърденията, които да бъдат благонадеждни. |